# Thecocarcelia
Thecocarcelia – rodzaj muchówek z rodziny rączycowatych (Tachinidae).

## Wybrane gatunki
- T. acutangulata (Macquart, 1850)
- T. hainanensis Chao, 1976[1]
- T. linearifrons (van der Wulp, 1893)[1]
- T. melanohalterata Chao & Jin, 1984[1]
- T. nigrapex Shima, 1998[2]
- T. ochracea Shima, 1998[2]
- T. oculata (Baranov, 1935)[1]
- T. parnarae Chao, 1976[1]
- T. sumatrana (Baranov, 1932)[1]
- T. trichops Herting, 1967[1]